# Obrajuelo
Obrajuelo är en ort i Mexiko.   Den ligger i kommunen Acámbaro och delstaten Guanajuato, i den centrala delen av landet, 190 km väster om huvudstaden Mexico City. Obrajuelo ligger 1 827 meter över havet och antalet invånare är 1 042.
Terrängen runt Obrajuelo är kuperad åt nordväst, men åt sydost är den platt. Obrajuelo ligger nere i en dal som går i sydvästlig-nordostlig riktning. Runt Obrajuelo är det ganska tätbefolkat, med 155 invånare per kvadratkilometer. Närmaste större samhälle är Acámbaro, 15,8 km sydost om Obrajuelo. Trakten runt Obrajuelo består till största delen av jordbruksmark.